# Tam-tam
Il tam-tam è uno strumento musicale idiofono affine al gong, ma con suono indeterminato.

## Descrizione
Mentre il gong è fuso in lastre sottili e opache di bronzo poi martellate, così da ottenere una superficie irregolare e ai bordi ripiegata verso l'interno, il tam-tam presenta una superficie liscia non ripiegata verso l'interno ai bordi, con dimensioni che variano dai 60 ai 120 cm.
Come il gong, viene utilizzato sospeso verticalmente a un telaio e percosso con un martelletto.
Questo strumento a percussione d'origine asiatica fu apprezzato dai compositori occidentali per l'effetto drammatico prodotto dalla sua sonorità profonda e metallica.
François-Joseph Gossec lo utilizzò per la prima volta in Europa nel 1791 nella Musique funèbre à la mémoire de Mirabeau. In seguito fu usato per esempio nel Requiem di Luigi Cherubini, nel Roméo et Juliette di Daniel Steibelt nel 1793, ne La Vestale di Gaspare Spontini nel 1807 e nella Sinfonia n. 3 in re minore di Gustav Mahler. Altro esempio degno di nota lo si trova all'interno dell'opera Madama Butterfly di Giacomo Puccini.